# Zeynep Sönmez
Zeynep Sönmez (* 30. April 2002 in Istanbul) ist eine türkische Tennisspielerin.

## Karriere
Sönmez spielt überwiegend Turniere auf der ITF Women’s World Tennis Tour, wo sie bislang vier Titel im Einzel gewonnen hat. Im Jahr 2017 erhielt sie eine einjährige Sperre wegen der Einnahme des verbotenen Präparates Modafinil.
Für die Qualifikation beim TEB BNP Paribas İstanbul Cup 2019 erhielt Sönmez eine Wildcard, verlor aber bei ihrem ersten Turnier der WTA Tour bereits in der ersten Runde gegen Julia Glushko mit 3:6 und 2:6.

## Turniersiege

### Einzel
| Nr. | Datum            | Turnier  | Kategorie | Belag             | Finalgegnerin          | Ergebnis       |
| --- | ---------------- | -------- | --------- | ----------------- | ---------------------- | -------------- |
| 1.  | 12. Januar 2020  | Antalya  | ITF W15   | Sand              | Sapfo Sakellaridi      | 6:3, 2:6, 6:3  |
| 2.  | 17. Juli 2022    | Monastir | ITF W15   | Hartplatz         | Priska Madelyn Nugroho | 6:2, 4:6, 7:61 |
| 3.  | 16. Oktober 2022 | Sosopol  | ITF W25   | Hartplatz         | Darja Astachowa        | 7:5, 6:4       |
| 4.  | 22. Januar 2023  | Tallinn  | ITF W40   | Hartplatz (Halle) | Viktória Kužmová       | 7:65, 3:6, 6:3 |
| 5.  | 3. November 2024 | Mérida   | WTA 250   | Hartplatz         | Ann Li                 | 6:1, 6:2       |